# Ере (муніципалітет)
Ере (дан. Ærø) — муніципалітет у регіоні Південна Данія королівства Данія. Площа — 90.1 квадратних кілометрів. Адміністративний центр муніципалітету — місто Марстал.

## Населення
У 2012 році населення муніципалітету становило 6636 осіб.